# Jan Żurek
Jan Żurek (ur. 14 lipca 1956 w Oleśnicy) – polski piłkarz oraz trener.

## Kariera
Jan Żurek pochodzi z Zabrza. Podczas swojej kariery piłkarskiej był piłkarzem zabrzańskich klubów: Górnika i Walki. Z Górnikiem Zabrze związany był od najmłodszych lat, jednak nie udało mu się zagrać ani jednego meczu w ekstraklasie. Później przeszedł do Walki Zabrze, gdzie w 1982, w wieku 26 lat zakończył karierę z powodu kontuzji. Ukończył AWF w Katowicach, szkolił młodzież w zabrzańskich klubach. Rezerwy Górnika Zabrze wprowadził z V do III ligi.
W latach 1992/1994 był trenerem Ruchu Radzionków, skąd wrócił do Górnika Zabrze. Był asystentem Jana Gerarda Kowalskiego i Adama Michalskiego. Debiut w ekstraklasie w roli szkoleniowca zaliczył 14 sierpnia 1996 roku w przegranym meczu wyjazdowym z Lechem Poznań (0:1). Prowadził zespół w zaledwie czterech meczach, a odszedł po przegranym 1:4 meczu z ŁKS Łódź. Później pracował w Polonii Bytom i znów w Ruchu Radzionków, który pod jego kierunkiem stał się czołowym zespołem II ligi. 1 grudnia 1997 roku kolejny raz wrócił do Górnika Zabrze. Uznanie zdobył tym, że mimo ciągłej wyprzedaży zawodników, drużyna zajmowała miejsce w środku tabeli ligowej na koniec sezonu oraz dotarła do półfinału Pucharu Polski. Trenerem zespołu z Zabrza był do marca 2000 roku, kiedy po nieudanym początku rundy wiosennej sezonu 1999/2000 został zdymisjonowany. Następnie przez krótki czas był trenerem Widzewa Łódź, Ruchu Chorzów i Ruchu Radzionków.
W sezonie 2002/2003 był trenerem GKS-u Katowice, którego doprowadził do zajęcia 3. miejsca w tabeli ligowej. Po tym sezonie zrezygnował z funkcji trenera GieKSy. Po pięciu kolejkach sezonu 2003/2004 wrócił na Bukową, lecz z powodu słabych wyników w kwietniu 2004 roku został zwolniony. Następnie prowadził Podbeskidzie Bielsko-Biała (2004-2005), Polonię Warszawa (2006) i Śląsk Wrocław (2006-2007). W sezonie 2008/2009 wrócił do GKS-u Katowice, jednak we wrześniu tego roku został zwolniony z powodu słabych wyników.
20 października 2009 roku wrócił do Górnika Zabrze jako skaut. W latach 2010–2012 Jan Żurek trenował Iskrę Pszczyna. Od 29 listopada 2012 roku był trenerem LZS Piotrówka.
W latach 2013–2014 był trenerem GKS Tychy, natomiast wiosną 2015 roku szkolił Polonię Łaziska Górne.

## Sukcesy
- półfinał Pucharu Polski: 1998 z Górnikiem Zabrze
- 7. miejsce w ekstraklasie: 1999 z Górnikiem Zabrze
- 3. miejsce w ekstraklasie: 2003 z GKS-em Katowice